# Пельтиевск
Пельтиевск — упразднённое село в Кизилюртовском районе Дагестана. Входило в состав Кульзебского сельсовета. В 1970-х годах вошло в состав села Кульзеб.

## Географическое положение
Располагалось у железнодорожного разъезда Пельтиевский Северо-Кавказской железной дороги, у северо-западной окраины села Кульзеб.

## История
Село возникло в 1894 году в связи со строительством железнодорожного разъезда Пельтиевский. По данным на 1929 год железнодорожный разъезд Пельтиевск состоял 15 хозяйств и входил в состав Самуркентского сельсовета Махачкалинского района. В 1939 год разъезд Пельтиевск входил в состав Стальского сельсовета Кумторкалинского района. В 1957 году к юго-востоку от Пельтиевска было образовано переселенческое село Кульзеб. По данным на 1970-й год село железнодорожный разъезд Пельтиевск входило в состав Кульзебского сельсовета. В 1970-е годы произошло слияние двух сел в один населённый пункт село Кульзеб.

## Население
| Год       | 1926 | 1939 | 1970 |
| --------- | ---- | ---- | ---- |
| Население | 39   | 133  | 386  |

Национальный состав
По данным Всесоюзной переписи населения 1926 года:
| № | Национальность | Численность, чел. | Доля |
| - | -------------- | ----------------- | ---- |
| 1 | русские        | 31                | 80 % |
| 2 | украинцы       | 4                 | 10 % |
| 3 | персы          | 2                 | 5 %  |
| 4 | аварцы         | 2                 | 5 %  |